# فدراسیون فوتبال اتحاد جماهیر شوروی
فدراسیون فوتبال اتحاد جماهیر شوروی (به روسی: Федерация футбола СССР) یک نهاد حاکم بر فوتبال در اتحاد جماهیر شوروی سوسیالیستی و از سال ۱۹۷۲ بدنه اصلی حاکم بر فوتبال در این کشور بود. این فدراسیون در اواخر سال ۱۹۳۴ با تصمیم شورای عالی فرهنگ تربیت بدنی اتحاد جماهیر شوروی (روسی: Высший Совет Физической Культуры, VSFK) به عنوان بخش ورزشی آن که به‌طور خاص بر فوتبال حاکم است، ایجاد شد. این تنها سازمانی بود که فیفا در سال ۱۹۴۶ آن را به رسمیت شناخت.

## تاریخچه
پس از استقرار رژیم شوروی در امپراتوری روسیه سابق، تمام عضویت‌های سابق آن در خارج از کشور متوقف شد. اما فوتبال در این کشور متوقف نشد. در ژوئیه ۱۹۲۰ اولین مسابقات قهرمانی جمهوری فدراتیو سوسیالیستی روسیه شوروی برگزار شد که تیم منتخب شهر مسکو برنده این رقابت‌ها شد. دولت عمومی و سازمان ورزش در اتحاد جماهیر شوروی قرار بود توسط شورای فرهنگ تربیت بدنی اتحاد جماهیر (VSFK) که در سال ۱۹۲۰ تشکیل شد اداره شود. در سپتامبر ۱۹۲۳ اولین مسابقات قهرمانی اتحاد جماهیر شوروی برگزار شد که باز هم با قهرمانی تیم مسکو به پایان رسید. با انتصاب نیکولای سماشکو به عنوان رئیس VSFK، درگیری‌ای بین او و رئیس رد اسپورتینترن، نیکولای پودوویسکی درگرفت. بعداً این بحث به چند گروه دیگر هم راه یافت که از جمله آنها کومسومول بود که از سال ۱۹۲۲ در مخالفت با پودوویسکی (در زمان سیووبوچ) و اتحادیه‌های مختلف کارگری بود.
در اوت ۱۹۲۸ اولین اسپارتاکیاد در مسکو برگزار شد (با اسپارتاکیاد خلق اتحاد جماهیر شوروی اشتباه نشود) که شامل یک تورنمنت فوتبال بود.
در ۲۷ مه ۱۹۳۴، جایزه دستاورد «استاد برجسته ورزش» تأسیس شد و در همان سال به هشت فوتبالیست اعطا شد.
در ۲۷ دسامبر ۱۹۳۴، VSFK، کمیته اجرایی مرکزی اتحاد جماهیر شوروی (TsIK USSR) یک سازمان عمومی ویژه - بخش فوتبال اتحاد جماهیر شوروی - را تأسیس کرد تا مسئولیت رویدادهای فوتبال در اتحاد جماهیر شوروی را بر عهده بگیرد. علاوه بر این، اداره فوتبال کمیته ورزش شوروی نیز وجود داشت که مستقیماً تابع دولت شوروی بود.

### اولین بازی‌های غیررسمی به یاد ماندنی
در ۳۰ اوت ۱۹۳۵ تیم ملی جمهوری شوروی سوسیالیستی اوکراین با نتیجه ۶ بر ۱ ستاره سرخ (از فرانسه) را شکست داد. گل‌ها را شیلوفسکی (۳)، پاروویشنیکوف (۲)، شنودسکی به ثمر رساندند. ترکیب تیم اوکراین (۲-۳-۵):
1. یا. تچروسوی
2. ک. فومین (کاپیتان)
3. د. کیریلوف
4. م. فومین
5. و. فومین
6. و. هربر
7. م. ماخینیا
8. پ. پاروویشنیکوف
9. ک. شنودسکی
10. پ. لایکو
11. و. شیلوفسکی

ماه بعد تیم منتخب پراگ از اتحاد جماهیر شوروی بازدید کردند و در مقابل تیم‌های لنینگراد، مسکو و اوکراین بازی کردند. در ژانویه ۱۹۳۶ تیم مسکو متشکل از بازیکنان دینامو مسکو و اسپارتاک مسکو از راسینگ پاریس بازدید کردند که در این دیدار ۱:۲ شکست خوردند. تک گل شوروی توسط یاکوشین به ثمر رسید. ترکیب تیم مسکو (۲-۳-۵):
1. آ. آکیموف
2. ال. استاروستین (کاپیتان)
3. ل. کورچبوکوف
4. آ. ریومین
5. اند. استاروستین
6. س. لئوتا
7. آ. لاپشین (و. استپانوف، ۴۶)
8. م. یاکوشین
9. و. اسمیرنوف
10. و. پاولوف (م. ولیچکین، ۸۶)
11. س. ایلین

همه با مربیگری م. کواشنین و ن. استاروستین.

### تاریخچه پسین
در سال ۱۹۳۶ بخش فوتبال اتحاد جماهیر شوروی، لیگ برتر اتحاد جماهیر شوروی را به عنوان قهرمانی بین تیم‌های اتحادیه‌های ورزشی داوطلبانه (DSO) و آژانس‌ها با معرفی چهار گروه سلسله مراتبی (لیگ‌های) هشت تیمی تأسیس کرد.
در ۲۲ ژوئیه ۱۹۳۷ برای اولین بار TsIK جوایزی را به ۳۸ ورزشکار برتر شوروی اهدا کرد که در میان آنها ۱۲ بازیکن فوتبال بودند. اولین دریافت کننده نشان لنین در بین بازیکنان فوتبال نیکولای استاروستین بود. نشان پرچم سرخ کار را نیز الکساندر استاروستین و سرگئی ایلین و ۹ بازیکن دیگر نشان افتخار دریافت کردند.
در طول جنگ جهانی دوم (۱۹۴۱–۱۹۴۴) رویدادهای اصلی فوتبال به حالت تعلیق درآمدند، اما چندین رقابت منطقه‌ای وجود داشت. هنگامی که اتحاد جماهیر شوروی از اشغال آلمان نازی در اوت ۱۹۴۴ آزاد شد، مسابقات بعدی جام حذفی به عنوان اولین رویداد رسمی فوتبال پس از جنگ برگزار شد.
در ژوئیه ۱۹۴۶ بخش فوتبال اتحاد جماهیر شوروی به پیشنهاد نمایندگان یوگسلاوی و چکسلواکی در فیفا پذیرفته شد و در ۲۷ سپتامبر ۱۹۴۷ به اتحاد جماهیر شوروی کرسی دائمی نایب‌رئیس فیفا داده شد که توسط والنتین گراناتکین تصاحب شد. تیم ملی اصلی فوتبال اتحاد جماهیر شوروی تا سال ۱۹۵۸ در جام جهانی فوتبال شرکت نکرد. اولین مربی منصوب بوریس آرکادیف بود که در سال ۱۹۵۲ تیم را به بازی‌های المپیک در هلسینکی هدایت کرد. او بعداً به همراه چند متخصص فوتبال دیگر متهم به خرابکاری در تیم حذف‌شده در مرحله یک‌هشتم نهایی مسابقات شد.
در ژانویه ۱۹۵۷، هیئت رئیسه شورای عالی شوروی، نشان لنین را به سوولود بوبروف و لو یاشین برای بزرگداشت دستاوردهای آنها در ورزش اعطا کرد.
در مه ۱۹۵۹ بخش فوتبال اتحاد جماهیر شوروی به عنوان فدراسیون فوتبال اتحاد جماهیر شوروی تجدید سازماندهی شد.
در سال ۱۹۶۰، تیم ملی اتحاد جماهیر شوروی اولین قهرمانی قاره‌ای را با شکست ۲ بر ۱ تیم ملی یوگسلاوی در وقت اضافه به دست آورد.
در سال ۱۹۶۳ لو یاشین اولین بازیکن شوروی بود که توپ طلا را دریافت کرد.
برای اولین بار در فصل ۱۹۶۶–۱۹۶۵، باشگاه‌های فوتبال شوروی در مسابقات بین‌المللی فوتبال اروپا حضور داشتند.
در سال ۱۹۷۲ فدراسیون فوتبال اتحاد جماهیر شوروی به یک سازمانی کمیته دولتی ورزش (Goskomsport) تبدیل شد. با این حال، چون گراناتکین به ریاست فدراسیون فوتبال ادامه داد، این سازماندهی مجدد توجه زیادی را از سوی فیفا جلب نکرد.
دینامو کی‌یف اولین باشگاه شوروی شد که یک جام باشگاهی اروپا را به دست آورد، زمانی که آنها در فینال جام برندگان جام اروپا ۱۹۷۵ با نتیجه ۳–۰ فرنتس‌واروش را شکست دادند.
در سال ۱۹۸۸ لو یاشین نشان طلایی فیفا «برای خدمت» را دریافت کرد و در مارس ۱۹۹۰ به عنوان قهرمان کار سوسیالیست شناخته شد. ماه بعد، هیئت رئیسه شورای عالی، نشان قهرمان کار سوسیالیست را به نیکولای استاروستین نیز اعطا کرد.
در ۸ فوریه ۱۹۹۲، فدراسیون به عنوان اتحادیه مادر اتحادیه فوتبال روسیه (RFS) به رسمیت شناخته شد. در ژوئیه همان سال، کمیته اجرایی فیفا جانشینی فدراسیون شوروی را به عنوان اتحادیه فوتبال روسیه تأیید کرد و آن را با نام و اساسنامه جدید مجدداً پذیرفت.

## فدراسیون‌های منطقه‌ای
- فدراسیون فوتبال جمهوری شوروی سوسیالیستی اوکراین (۱۹۵۹؟)، که توسط فدراسیون فوتبال اوکراین در دسامبر ۱۹۹۱ جایگزین شد.
- فدراسیون فوتبال جمهوری شوروی سوسیالیستی بلاروس که در سال ۱۹۸۹ توسط فدراسیون فوتبال بلاروس جایگزین شد.
- فدراسیون فوتبال جمهوری شوروی سوسیالیستی قزاقستان (۱۹۵۹)، که در سال ۱۹۸۹ توسط فدراسیون فوتبال قزاقستان جایگزین شد.
- فدراسیون فوتبال جمهوری شوروی سوسیالیستی گرجستان (۱۹۳۶) که توسط فدراسیون فوتبال گرجستان در فوریه ۱۹۹۰ جانشین شد.
- فدراسیون فوتبال جمهوری شوروی سوسیالیستی ازبکستان (۱۹۴۶)، با جایگزینی فدراسیون فوتبال ازبکستان.
- فدراسیون فوتبال جمهوری شوروی سوسیالیستی تاجیکستان (۱۹۳۶)، با جایگزینی فدراسیون فوتبال تاجیکستان.

## رئیسان
منبع:
- ویاچسلاو کولوسکوف (ژانویه ۱۹۹۰ – ۱۹۹۱)
- ل. لبدف (مه ۱۹۸۹ – ژانویه ۱۹۹۰)
- بوریس توپورنین (دسامبر ۱۹۸۰ – مه ۱۹۸۹)
- ب. فدوسوف (مارس ۱۹۷۳ – دسامبر ۱۹۸۰)
- والنتین گراناتکین (ژوئن ۱۹۶۸ – مارس ۱۹۷۳)
- ل. نیکونوف (ژانویه ۱۹۶۸ – ژوئن ۱۹۶۸)
- و. موشکارکین (ژوئیه ۱۹۶۷ – ژانویه ۱۹۶۸)
- ن. ریاشنتسف (ژانویه ۱۹۶۴ – ژوئیه ۱۹۶۷)[۷]
- والنتین گراناتکین (۶ مه ۱۹۵۹ – ژانویه ۱۹۶۴)

### رئیسان بخش فوتبال اتحاد جماهیر شوروی (۲۷ دسامبر ۱۹۳۴–۶ مه ۱۹۵۹)
- والنتین گراناتکین (۱۹۵۰ – ۶ مه ۱۹۵۹)
- میخائیل کوزلوف (۱۹۳۷ – ؟)
- الکسی سوکولوف (۲۷ دسامبر ۱۹۳۴ – ۱۹۳۷)

### رئیسان اداره فوتبال کمیته ورزش شوروی (۲۷ دسامبر ۱۹۳۴–۱۹۷۲)
- والنتین آنتیپیونوک (؟)
- الکساندر استاروستین (۱۹۵۶–۱۹۵۸)
- الکساندر استاروستین (۱۹۳۷–۱۹۴۱)

## سرمربیان
- بوریس آرکادیف المپیک ۱۹۵۲ (مسابقات مقدماتی و اصلی)
- گاوریل کاچالین المپیک ۱۹۵۶ (مسابقات مقدماتی و اصلی)، جام جهانی ۱۹۵۸ (مسابقات مقدماتی و اصلی)، قهرمانی اروپا ۱۹۶۰ (مسابقات مقدماتی و اصلی)، جام جهانی ۱۹۶۲ (مسابقات مقدماتی و اصلی)
- نیکیتا سیمونیان
- کنستانتین بسکوف قهرمانی اروپا ۱۹۶۴ (مسابقات مقدماتی و اصلی)
- نیکولای موروزوف جام جهانی ۱۹۶۶ (مسابقات مقدماتی و اصلی)
- میخائیل یاکوشین قهرمانی اروپا ۱۹۶۸ (مسابقات مقدماتی و اصلی)
- گاوریل کاچالین جام جهانی ۱۹۷۰ (مسابقات مقدماتی و اصلی)
- والنتین نیکولایف قهرمانی اروپا ۱۹۷۲ (مسابقات مقدماتی)
- الکساندر پونومارف قهرمانی اروپا ۱۹۷۲ (مسابقات اصلی)، المپیک ۱۹۷۲ (مسابقات اصلی)
- یوگنی گوریانسکی جام جهانی ۱۹۷۴ (مسابقات مقدماتی، موفق به صعود نشد)
- کنستانتین بسکوف (جانشین والری لوبانوفسکی) قهرمانی اروپا ۱۹۷۶ (مسابقات مقدماتی، موفق به کسب امتیاز نشد)، المپیک ۱۹۷۶ (مسابقات اصلی)
- نیکیتا سیمونیان (به جای کنستانتین بسکوف) جام جهانی ۱۹۷۸ (مسابقات مقدماتی، ناکام ماند) قهرمانی اروپا ۱۹۸۰ (مسابقات مقدماتی، ناکام ماند)
- کنستانتین بسکوف جام جهانی ۱۹۸۲ (مسابقات مقدماتی و اصلی)
- والری لوبانوفسکی قهرمانی اروپا ۱۹۸۴ (مسابقات مقدماتی، ناموفق بود)
- ادوارد مالوفیف جام جهانی ۱۹۸۶ (مسابقات مقدماتی)
- والری لوبانوفسکی جام جهانی ۱۹۸۶ (مسابقات اصلی)، قهرمانی اروپا ۱۹۸۸ (مسابقات مقدماتی و اصلی)، جام جهانی ۱۹۹۰ (مسابقات مقدماتی و اصلی)
- آناتولی بیشووتس قهرمانی اروپا ۱۹۹۲ (مسابقات مقدماتی و اصلی)